# Emilia Yordanova
Pour les articles homonymes, voir Yordanova.
Emilia Yordanova (en bulgare : Емилия Йорданова) est une biathlète bulgare, née le 5 mai 1989 à Trojan.

## Biographie
Yordanova s'entraîne depuis l'âge de 13 ans au club local de Trojan dont fait partie aussi Vladimir Iliev.
Active internationalement depuis les Championnats du monde jeunesse 2005, avant de monter sur deux podiums en Coupe d'Europe junior en 2007 à Bansko, Emilia Yordanova intègre l'équipe nationale sénior lors de la saison 2007-2008, où elle prend part aux Championnats du monde d'Östersund.
À l'Universiade d'hiver de 2011, elle remporte deux médailles de bronze, au sprint et au relais mixte.
Lors de l'hiver 2011-2012, elle enregistre ses premiers points en Coupe du monde à Oslo (38e). Un an plus tard sur la même piste, elle obtient son meilleur résultat individuel avec une 19e place sur la poursuite.
Aux Championnats du monde 2015, elle est notamment 33e du sprint et 29e de l'individuel, ses meilleurs résultats individuels en grand championnat.
Aux Championnats du monde de biathlon d'été 2015, elle obtient une médaille d'argent au relais mixte.
Elle participe aux Jeux olympiques d'hiver de 2018, où elle est 60e du sprint, 55e de la poursuite, 82e de l'individuel, 16e du relais et 17e du relais mixte.

## Palmarès

### Jeux olympiques d'hiver
| Épreuve / Édition                | Individuel | Sprint | Poursuite | Départ en masse | Relais | Relais mixte |
| Jeux olympiques 2018 Pyeongchang | 82e        | 60e    | 55e       | —               | 16e    | 17e          |

Légende :
- — : Non disputée par Yordanova

### Championnats du monde
| Épreuve / Édition             | Individuel | Sprint | Poursuite | Départ en masse | Relais | Relais mixte |
| Mondiaux 2008 Östersund       | 72e        | 76e    | —         | —               | —      | —            |
| Mondiaux 2009 Pyeongchang     | 95e        | 87e    | —         | —               | 19e    | —            |
| Mondiaux 2011 Khanty-Mansiïsk | 51e        | 46e    | DNF       | —               | 12e    | —            |
| Mondiaux 2012 Ruhpolding      | 54e        | 42e    | 46e       | —               | 17e    | 22e          |
| Mondiaux 2013 Nové Město      | 60e        | 80e    | —         | —               | 18e    | 15e          |
| Mondiaux 2015 Kontiolahti     | 29e        | 33e    | 55e       | —               | 24e    | 18e          |
| Mondiaux 2016 Holmenkollen    | 53e        | 47e    | 38e       | —               | 20e    | 16e          |
| Mondiaux 2017 Hochfilzen      | 24e        | 42e    | 53e       | —               | 22e    | 17e          |
| Mondiaux 2019 Östersund       | 68e        | 72e    | —         | —               | 20e    | 21e          |

Légende :
- — : non disputée par Yordanova

### Coupe du monde
- Meilleur classement général : 64e en 2013.
- Meilleur résultat individuel : 19e.

#### Différents classements en Coupe du monde
| Année     | Classement général final | Sprint | Poursuite | Individuel | Mass start |
| 2011-2012 | 95e                      | -      | 74e       | -          | -          |
| 2012-2013 | 64e                      | 63e    | 56e       | -          | -          |
| 2014-2015 | 74e                      | 78e    | -         | 52e        | -          |
| 2015-2016 | 96e                      | -      | 82e       | -          | -          |
| 2016-2017 | 90e                      | -      | -         | 47e        | -          |
| 2018-2019 | 94e                      | 85e    | -         | -          | -          |

### Championnats du monde de biathlon d'été
- Médaille d'argent du relais mixte en 2015.